# Борзнянский полк
Борзнянский полк, Борзенский полк) — административно-территориальная и военная единица Запорожского войска в середине XVII века.
Полковой центр — город Борзна (ныне Черниговской области).

## История
Борзнянский полк был создан в начале национально-освободительной войны украинского народа в 1648 году. В 1649 году он был ликвидирован, а его территория включена в состав Черниговского полка. Восстановлен в 1654 году, однако через год был вновь ликвидирован и присоединён к Нежинскому полку.

## Полковники
Полковниками Борзнянского полка были:
- Мартын Небаба[1] (наказной)
- Пётр Забела (наказной), в ЭСБЕ указан как получивший чин борзенского сотника, позже получил чин генерального судьи, и высший после гетмана чин генерального обозного[2]
- Левко Куриленко
- Самойло Курбацкий
- Пётр Забела (вновь)